# Вървене и говорене
Вървене и говорене е отличителна техника за разказването на история при правенето на филм или телевизионна продукция, в която редица персонажи провеждат разговор, докато вървят. Най-основната форма на вървене и говорене включва вървящ герой, към когото се присъединява друг. Двамата говорят по пътя към дестинацията си. Вариации включват нови герои, които се присъединяват към групата и един от първите да напусне разговора, докато останалите продължават да вървят и говорят.
Примери, в които е употребена тази техника, са „Спешно отделение“, „Западното крило“, „Д-р Хаус“, „Грозната Бети“.